# Dosan Seowon
Dosan Seowon hay Tosan Seowon là một seowon được thành lập vào năm 1574 tại khu vực ngày nay là Andong, Hàn Quốc. Nó được xây dựng để tưởng nhớ và bốn năm sau khi Lý Hoảng qua đời bởi một số đệ tử của ông và các nhà chức trách Nho giáo khác. Lý Hoảng đã nghỉ hưu tại đây vào năm 1549 và bắt đầu xây dựng cơ sở này, một học viện Nho giáo tư nhân của Hàn Quốc cung cấp hướng dẫn về các tác phẩm kinh điển và tôn vinh các nhà hiền triết với các nghi thức tưởng niệm.
Cũng giống như các học viên Tân Nho giáo khác ở Hàn Quốc, Dosan Seowon phục vụ hai mục đích giáo dục và tưởng niệm. Địa điểm này nổi tiếng ở Hàn Quốc với tư cách là một trong những học viện hàng đầu và là quê hương của trường phái tư tưởng Thoái Khê trong hơn 400 năm. Mặc dù chức năng giáo dục của cơ sở đã không còn từ lâu, nhưng các buổi lễ tưởng niệm vẫn được tổ chức hai lần một năm.
Học viện này hoạt động dưới triều vua Triều Tiên Tuyên Tổ năm 1575 và hình ảnh của nó xuất hiện trên tờ tiền giấy 1.000 won Hàn Quốc từ năm 1975 đến năm 2007.

## Mô tả
Quần thể này bao gồm một giảng đường, nơi Lý Hoảng xây dựng để giảng dạy cho các nho sinh, nơi có một bảng hiệu ghi tên "Dosan Seowon" là quà tặng của vua Tuyên Tổ hiện vẫn được treo, khu Nongun Jeongsa hay ký túc xá và ao sen vuông Jeongyodang.

## Hình ảnh

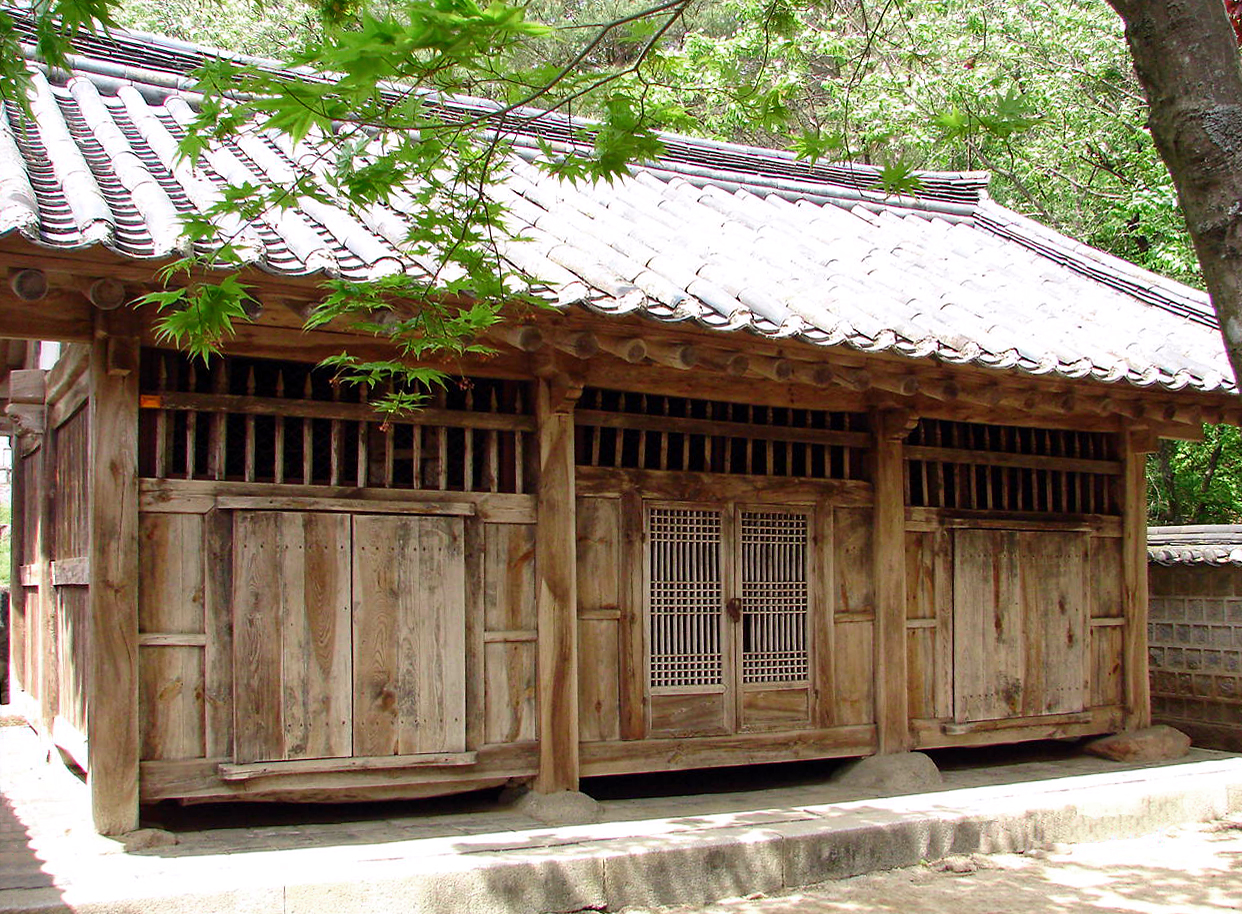
Jangpangak (trung tâm xuất bản) tại Dosan Seowon, nơi thực hiện các bản in khắc gỗ của các văn bản quan trọng.
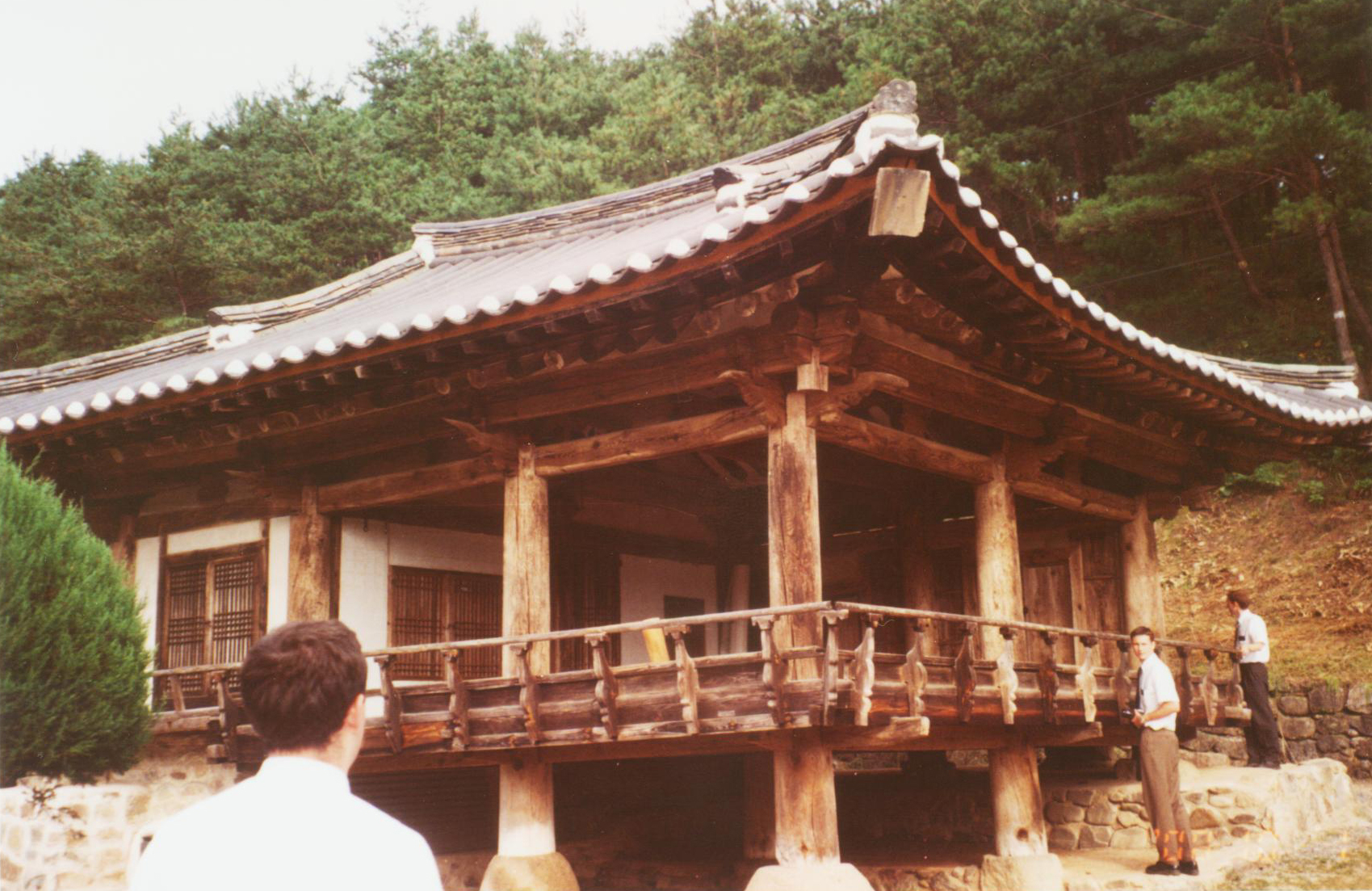
Thư viện - được nâng lên cao để tránh độ ẩm làm hỏng các tài liệu.
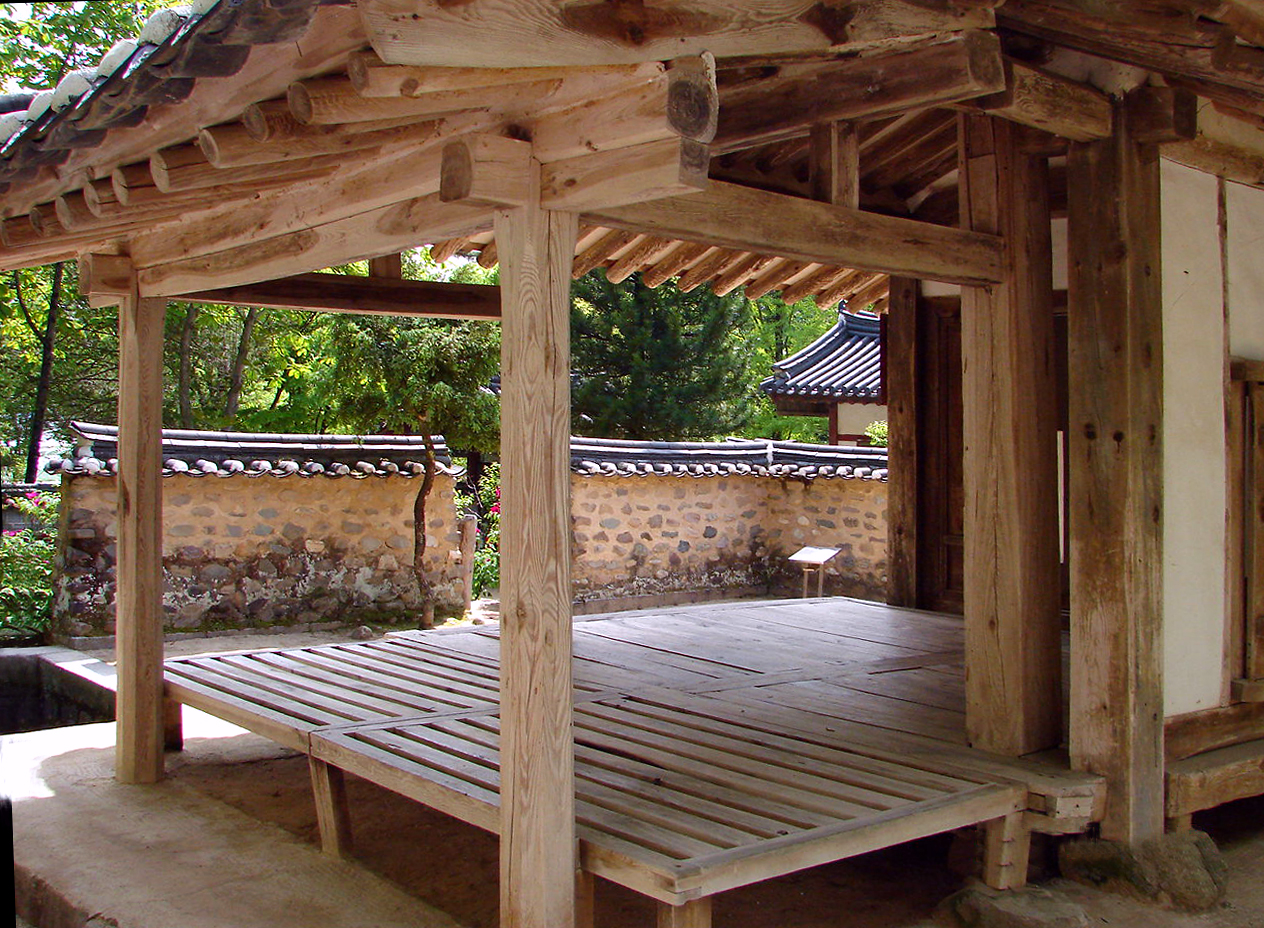
Dosan Seodang (giảng đường) nổi bật trên mặt trái của tờ 1000 Won cho thấy những tấm ván gỗ được gắn vội vàng của Jeonggu
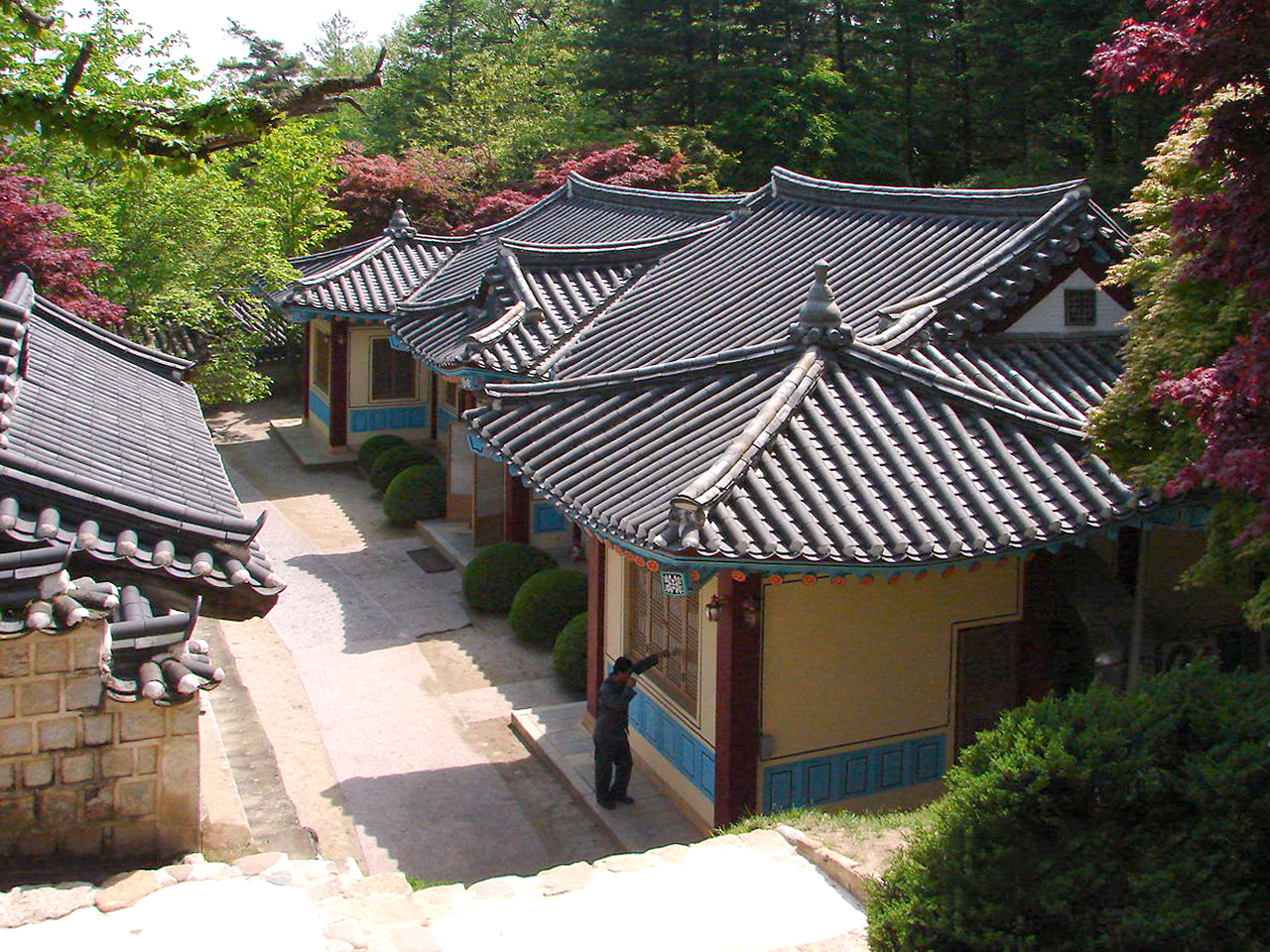
Tòa nhà bảo tàng hiện đại trong khu phức hợp Dosan Seowon.
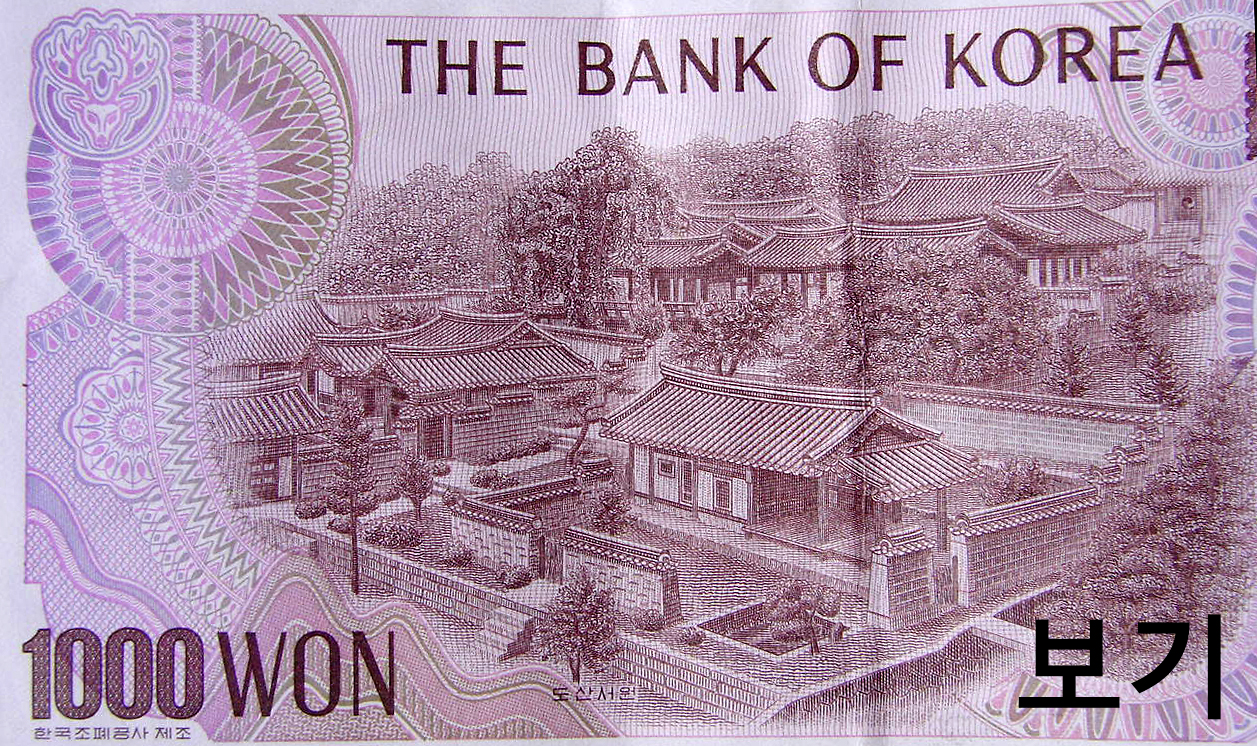
Dosan Seodang và Jeongyodang trên mặt sau của tờ 1000 Won